# Кайсацкий район
Кайсацкий район — административно-территориальная единица в составе Сталинградского края и Сталинградской области, существовавшая в 1935—1950 годах. Центр — село Кайсацкое.
Кайсацкий район был образован в составе Сталинградского края 25 января 1935 года из части Николаевского района.
В состав района вошли сельсоветы: Гончаровский, Кайсацкий, Калашниковский и Упрямовский. Вскоре был образован поссовет Ревпуть.
5 декабря 1936 года Кайсацкий район стал относиться к Сталинградской области.
27 июля 1950 года Кайсацкий район был упразднён, а его территория передана в Палласовский район.

## Население
| Народ    | 1939 год чел   |
| -------- | -------------- |
| Русские  | 5 888 (69,6 %) |
| Казахи   | 1 596 (18,9 %) |
| Немцы    | 482 (5,7 %)    |
| Украинцы | 374 (4,4 %)    |
| Татары   | 64 (0,75 %)    |
| Другие   | 54             |
| Всего    | 8 458          |